# Anish Giri
Anish Giri (Tiếng Nga: Аниш Кумар Гири; sinh ngày 28 tháng 6 năm 1994) là một cựu thần đồng cờ vua và đại kiện tướng cờ vua người Hà Lan gốc Nga. Anh đã đạt được danh hiệu đại kiện tướng lúc 14 tuổi 7 tháng.
Giri đã 4 lần vô địch Hà Lan (2009, 2011, 2012, và 2015) và vô địch Corus Chess B Group năm 2010. Anh đã đại diện cho Hà Lan tại ba Chess Olympiads (2010, 2012, 2014). Ngoài ra, anh đã vô địch những giải đấu lớn trên thế giới, như Giải cờ vua Reggio Emilia (2012), Giải Reykjavik Mở rộng (2017), đồng hạng nhất Giải Cờ tiêu chuẩn London (2015) và Giải Cờ vua Wijk aan Zee (Tata Steel). Vào năm 2019, Giri đã vô địch Giải Cờ vua Thâm Quyến phiên bản thứ 3 (3rd edition), và đây được xem là chức vô địch đầu tiên trong một siêu giải dành cho các Siêu đại kiện tướng. Vào tháng 11 năm 2020, Anish Giri là kì thủ số một Hà Lan và đứng thứ 11 trên thế giới, với hệ số elo là 2764.

## Đời tư
Giri sinh ra tại Saint Petersburg vào ngày 28 tháng 6 năm 1994. Mẹ anh là người Nga, Olga Giri, và cha anh là người Nepal, Sanjay Giri. Bà của anh đến từ Varanasi, Ấn Độ. Năm 2002, anh chuyển đến Sapporo, Nhật Bản cùng cha mẹ và sống ở đó cho đến năm 2008. Kể từ tháng 2 năm 2008, Giri và gia đình đã sống ở Rijswijk, Hà Lan, nơi cha anh làm việc tại một quỹ chuyên nghiên cứu và tư vấn. Anh có hai chị gái, Natasha và Ayusha.
Vào tháng 6 năm 2013, Giri tốt nghiệp trường trung học Grotius College ở Delft. Anh kết hôn với Kiện tướng quốc tế Sopiko Guramishvili vào ngày 18 tháng 7 năm 2015.